# وردانية (بكتيريا)
الوردانية (الاسم العلمي:Rhodomicrobium) هي جنس من البكتيريا تتبع الفصيلة الخيطبيات من رتبة المستجذريات.

## أنواع بكتيريا الوردانية
- وردانية أودايبورية
- وردانية فان نيلية